# Morti nel 2022/Agosto
| Questa pagina contiene informazioni ricavate automaticamente dalle voci biografiche con l'ausilio del template Bio e di un bot. L'aggiornamento è periodico e automatico e ricostruisce completamente la pagina. Se manca una persona in questa lista, sei pregato di non aggiungerla, ma accertati piuttosto che la sua voce biografica contenga il template Bio e che i dati anagrafici siano correttamente compilati. Se il template Bio manca, inseriscilo tu stesso o, in alternativa, metti l'avviso {{tmp\|Bio}} che ne segnala la mancanza. Se i dati riportati sono sbagliati, correggi direttamente la voce biografica; le modifiche saranno visibili in questa lista entro pochi giorni. Per chiarimenti vedi il progetto biografie. La lista contiene solo le 199 persone che sono citate nell'enciclopedia e per le quali è stato implementato correttamente il template Bio. Pagina aggiornata al 10 giu 2025. |

- 1º agosto - Carlos Blixen, cestista uruguaiano (n. 1936)
- 1º agosto - Milan Đuričić, allenatore di calcio serbo (n. 1961)
- 1º agosto - John Hughes, calciatore e allenatore di calcio scozzese (n. 1943)
- 1º agosto - Lucien Kroll, architetto e saggista belga (n. 1927)
- 1º agosto - Rosa de Castilla, cantante e attrice messicana (n. 1932)
- 1º agosto - Anny-Chantal Levasseur-Regourd, astronoma e fisica francese (n. 1945)
- 1º agosto - Ilinka Mitreva, politica macedone (n. 1950)
- 1º agosto - Omar Monestier, giornalista italiano (n. 1964)
- 1º agosto - Hans Weilbächer, calciatore tedesco (n. 1933)
- 2 agosto - Melissa Bank, scrittrice statunitense (n. 1960)
- 2 agosto - Luis Augusto Castro Quiroga, arcivescovo cattolico colombiano (n. 1942)
- 2 agosto - Julio César Gómez, cestista uruguaiano (n. 1940)
- 2 agosto - Michele Sellitti, politico italiano (n. 1936)
- 2 agosto - Friedrich-Wilhelm von Herrmann, filosofo tedesco (n. 1934)
- 3 agosto - Terry Caffery, hockeista su ghiaccio canadese (n. 1949)
- 3 agosto - Vincenzo Carbone, magistrato e giurista italiano (n. 1935)
- 3 agosto - Raymond Vahan Damadian, medico statunitense (n. 1936)
- 3 agosto - Andrejs Rubins, calciatore e allenatore di calcio lettone (n. 1978)
- 3 agosto - Villiam Vecchi, calciatore e allenatore di calcio italiano (n. 1948)
- 3 agosto - Jackie Walorski, politica statunitense (n. 1963)
- 4 agosto - Johnny Famechon, pugile francese (n. 1945)
- 4 agosto - Emiliano Giordano, calciatore e allenatore di calcio italiano (n. 1937)
- 4 agosto - Pietro Nascimbene, ciclista su strada italiano (n. 1930)
- 5 agosto - Vito Annicchiarico, attore italiano (n. 1934)
- 5 agosto - Gianfranco Clerici, calciatore italiano (n. 1939)
- 5 agosto - Judith Durham, cantante australiana (n. 1943)
- 5 agosto - Roberto Gil, allenatore di calcio e calciatore spagnolo (n. 1938)
- 5 agosto - Clu Gulager, attore e regista statunitense (n. 1928)
- 5 agosto - Luciano Macías, calciatore ecuadoriano (n. 1935)
- 5 agosto - Issey Miyake, stilista giapponese (n. 1938)
- 5 agosto - Jô Soares, conduttore televisivo, scrittore e umorista brasiliano (n. 1938)
- 5 agosto - Antonio Ventre, politico e avvocato italiano (n. 1931)
- 6 agosto - Fabio Bonini, calciatore italiano (n. 1938)
- 6 agosto - Carlo Bonomi, doppiatore italiano (n. 1937)
- 6 agosto - Steve Courtin, cestista statunitense (n. 1942)
- 6 agosto - Mauro Vajani, calciatore italiano (n. 1940)
- 7 agosto - Ezekiel Alebua, politico salomonese (n. 1947)
- 7 agosto - Biyi Bandele, scrittore, drammaturgo e regista nigeriano (n. 1967)
- 7 agosto - Ernesto Cavour, cantante, musicista e artista boliviano (n. 1940)
- 7 agosto - Giorgio Cian, giurista italiano (n. 1935)
- 7 agosto - Anatolij Vasil'evič Filipčenko, cosmonauta sovietico (n. 1928)
- 7 agosto - Mariano Gabriele, storico italiano (n. 1927)
- 7 agosto - Leandro Lo, artista marziale brasiliano (n. 1989)
- 7 agosto - Roger E. Mosley, attore statunitense (n. 1938)
- 7 agosto - Rostislav Václavíček, calciatore cecoslovacco (n. 1946)
- 8 agosto - Lamont Dozier, cantautore e produttore discografico statunitense (n. 1941)
- 8 agosto - Martin Hoffman, psicologo statunitense (n. 1924)
- 8 agosto - Vyvyan Lorrayne, danzatrice sudafricana (n. 1939)
- 8 agosto - David McCullough, storico statunitense (n. 1933)
- 8 agosto - Olivia Newton-John, cantante e attrice britannica (n. 1948)
- 8 agosto - Zofia Posmysz, scrittrice polacca (n. 1923)
- 8 agosto - Jozef Tomko, cardinale e arcivescovo cattolico slovacco (n. 1924)
- 9 agosto - Raymond Briggs, illustratore, fumettista e scrittore britannico (n. 1934)
- 9 agosto - Johann-Tönjes Cassens, giurista e politico tedesco (n. 1932)
- 9 agosto - Ingemar Erlandsson, calciatore svedese (n. 1957)
- 9 agosto - Nicholas Evans, giornalista, scrittore e produttore televisivo inglese (n. 1950)
- 9 agosto - Mario Fiorentini, partigiano, agente segreto e matematico italiano (n. 1918)
- 9 agosto - Mick Jones, allenatore di calcio e calciatore inglese (n. 1947)
- 9 agosto - Gene LeBell, judoka e wrestler statunitense (n. 1932)
- 9 agosto - Luigi Lucherini, politico italiano (n. 1930)
- 9 agosto - Donald Edward Machholz, astronomo statunitense (n. 1952)
- 9 agosto - Mario Minieri, ciclista su strada italiano (n. 1938)
- 9 agosto - Alberto Orzan, calciatore italiano (n. 1931)
- 9 agosto - Nikolaj Nikitovič Sljun'kov, politico sovietico (n. 1929)
- 9 agosto - Aparicio Velázquez, cestista paraguaiano (n. 1932)
- 9 agosto - Alberto Ventura, islamista e orientalista italiano (n. 1953)
- 10 agosto - Roberto Barontini, politico italiano (n. 1934)
- 10 agosto - Fernando Chalana, calciatore e allenatore di calcio portoghese (n. 1959)
- 10 agosto - Kiril Dojčinovski, calciatore e allenatore di calcio macedone (n. 1943)
- 10 agosto - Romano Fanali, pugile italiano (n. 1942)
- 10 agosto - Vesa-Matti Loiri, cantante e attore finlandese (n. 1945)
- 10 agosto - Lydia de Vega, velocista filippina (n. 1964)
- 11 agosto - Darius Campbell, cantautore, attore e produttore cinematografico britannico (n. 1980)
- 11 agosto - Anne Heche, attrice statunitense (n. 1969)
- 11 agosto - Hanae Mori, stilista giapponese (n. 1926)
- 11 agosto - Manuel Ojeda, attore messicano (n. 1940)
- 11 agosto - Jean-Jacques Sempé, illustratore francese (n. 1932)
- 11 agosto - Dave Tomassoni, politico e hockeista su ghiaccio statunitense (n. 1952)
- 11 agosto - József Tóth, calciatore ungherese (n. 1951)
- 12 agosto - Andrea Galasso, avvocato e politico italiano (n. 1932)
- 12 agosto - Claudio Garella, calciatore, allenatore di calcio e dirigente sportivo italiano (n. 1955)
- 12 agosto - Motiullah Khan, hockeista su prato pakistano (n. 1934)
- 12 agosto - Adèle Milloz, scialpinista francese (n. 1996)
- 12 agosto - Togo Palazzi, cestista e allenatore di pallacanestro statunitense (n. 1932)
- 12 agosto - Ricardo Perdomo, calciatore uruguaiano (n. 1960)
- 12 agosto - Paolo Peruzza, politico italiano (n. 1939)
- 12 agosto - Wolfgang Petersen, regista e sceneggiatore tedesco (n. 1941)
- 12 agosto - José Luis Pérez-Payá, calciatore spagnolo (n. 1928)
- 12 agosto - V″jačeslav Semenov, calciatore sovietico (n. 1947)
- 13 agosto - Piero Angela, divulgatore scientifico, giornalista e conduttore televisivo italiano (n. 1928)
- 13 agosto - Rossana Di Lorenzo, attrice italiana (n. 1938)
- 13 agosto - Denise Dowse, attrice statunitense (n. 1958)
- 13 agosto - Antonino Orrù, vescovo cattolico italiano (n. 1928)
- 13 agosto - Dmitrij Vrubel', pittore russo (n. 1960)
- 14 agosto - Nina Garsoïan, storica statunitense (n. 1923)
- 14 agosto - Yosiwo George, politico e diplomatico micronesiano (n. 1941)
- 14 agosto - Harald Gulbrandsen, calciatore norvegese (n. 1940)
- 14 agosto - Arne Legernes, calciatore norvegese (n. 1931)
- 14 agosto - Svika Pick, cantante, compositore e pianista israeliano (n. 1949)
- 14 agosto - Dan Rapoport, imprenditore statunitense (n. 1968)
- 14 agosto - Carmen Scivittaro, attrice e drammaturga italiana (n. 1945)
- 15 agosto - Pete Carril, cestista e allenatore di pallacanestro statunitense (n. 1930)
- 15 agosto - Ernesto Giraudo, calciatore italiano (n. 1928)
- 15 agosto - Tsuneko Sasamoto, fotoreporter e fotografa giapponese (n. 1914)
- 15 agosto - Zemfira Sulejmanova, attivista e politica russa (n. 1997)
- 16 agosto - Joseph Delaney, scrittore di fantascienza britannico (n. 1945)
- 16 agosto - Harald Fritzsch, fisico tedesco (n. 1943)
- 16 agosto - Eva-Maria Hagen, attrice e cantante tedesca (n. 1934)
- 16 agosto - Bruce Montague, attore britannico (n. 1939)
- 16 agosto - Domenico Pace, schermidore italiano (n. 1924)
- 16 agosto - Wayne Yates, cestista e allenatore di pallacanestro statunitense (n. 1937)
- 17 agosto - Niccolò Ghedini, avvocato e politico italiano (n. 1959)
- 17 agosto - Motomu Kiyokawa, attore e doppiatore giapponese (n. 1935)
- 17 agosto - Franco Monticone, generale italiano (n. 1940)
- 17 agosto - Armindo Antônio Ranzolin, giornalista brasiliano (n. 1937)
- 17 agosto - Lori Williams, cestista statunitense (n. 1942)
- 18 agosto - Ermano De Col, politico italiano (n. 1942)
- 18 agosto - Emanuele Giacoia, giornalista, telecronista sportivo e conduttore televisivo italiano (n. 1929)
- 18 agosto - Clayton Jacobson II, inventore statunitense (n. 1933)
- 18 agosto - Domenico Labrocca, calciatore e allenatore di calcio italiano (n. 1952)
- 18 agosto - István Liptai, cestista ungherese (n. 1935)
- 18 agosto - Herbert Mullin, serial killer statunitense (n. 1947)
- 18 agosto - Tom Palmer, fumettista statunitense (n. 1942)
- 18 agosto - John Powell, discobolo statunitense (n. 1947)
- 18 agosto - Josephine Tewson, attrice britannica (n. 1931)
- 18 agosto - Hadrawi, poeta e cantautore somalo (n. 1943)
- 19 agosto - Harold Chapman, fotografo britannico (n. 1927)
- 19 agosto - Tekla Juniewicz, supercentenaria polacca (n. 1906)
- 19 agosto - Søren Skov, calciatore danese (n. 1954)
- 20 agosto - Renato Cardillo, calciatore italiano (n. 1934)
- 20 agosto - Séamus Freeman, vescovo cattolico irlandese (n. 1944)
- 20 agosto - Maurice Kanbar, imprenditore e inventore statunitense (n. 1929)
- 20 agosto - Leon Vitali, attore britannico (n. 1948)
- 21 agosto - David Armstrong, calciatore inglese (n. 1954)
- 21 agosto - Lorenza Carlassare, giurista e costituzionalista italiana (n. 1931)
- 21 agosto - Alexei Panshin, scrittore e critico letterario statunitense (n. 1940)
- 21 agosto - Tom Weiskopf, golfista statunitense (n. 1942)
- 22 agosto - Camillo Arcuri, giornalista e scrittore italiano (n. 1930)
- 22 agosto - Antonio Brandoli, altista e allenatore di atletica leggera italiano (n. 1939)
- 22 agosto - David Douglas-Home, XV conte di Home, nobile, politico e dirigente d'azienda scozzese (n. 1943)
- 22 agosto - Robert Fraisse, schermidore francese (n. 1934)
- 22 agosto - Jerry Allison, batterista, cantante e cantautore statunitense (n. 1939)
- 22 agosto - Margaret Urlich, cantante neozelandese (n. 1965)
- 22 agosto - Rembert George Weakland, arcivescovo cattolico statunitense (n. 1927)
- 23 agosto - Gino Cogliandro, comico, attore e cabarettista italiano (n. 1949)
- 23 agosto - Esther Cooper Jackson, attivista statunitense (n. 1917)
- 23 agosto - Rolando Cubela Secades, rivoluzionario cubano (n. 1932)
- 23 agosto - Aldo Da Rold, politico italiano (n. 1925)
- 23 agosto - Carlos Duarte, calciatore portoghese (n. 1933)
- 23 agosto - Larry Laudan, filosofo statunitense (n. 1941)
- 23 agosto - Luiz Mancilha Vilela, arcivescovo cattolico brasiliano (n. 1942)
- 23 agosto - Nicola Materazzi, ingegnere italiano (n. 1939)
- 23 agosto - Lev Petrovič Pitaevskij, fisico russo (n. 1933)
- 23 agosto - Julian Robertson, imprenditore statunitense (n. 1932)
- 23 agosto - Vittoria Ronchey, scrittrice e traduttrice italiana (n. 1925)
- 23 agosto - Kjell Saga, calciatore norvegese (n. 1932)
- 23 agosto - Creed Taylor, produttore discografico statunitense (n. 1929)
- 24 agosto - David Dalby, linguista britannico (n. 1933)
- 24 agosto - Len Dawson, giocatore di football americano statunitense (n. 1935)
- 24 agosto - Giuseppe Lorenzi, hockeista su ghiaccio italiano (n. 1941)
- 24 agosto - William Reynolds, attore statunitense (n. 1931)
- 24 agosto - Joe E. Tata, attore statunitense (n. 1936)
- 24 agosto - Herman Van Springel, ciclista su strada e pistard belga (n. 1943)
- 24 agosto - Orlando de la Torre, calciatore peruviano (n. 1943)
- 25 agosto - Franco Crespi, sociologo italiano (n. 1930)
- 25 agosto - Joey DeFrancesco, organista statunitense (n. 1971)
- 25 agosto - Graziella Galvani, attrice italiana (n. 1931)
- 25 agosto - Enzo Garinei, attore e doppiatore italiano (n. 1926)
- 25 agosto - Radovan Radović, cestista e allenatore di pallacanestro jugoslavo (n. 1936)
- 25 agosto - Alan Rogers, allenatore di calcio inglese (n. 1924)
- 26 agosto - Mirella Faggionato, cestista italiana (n. 1946)
- 26 agosto - Giuseppe Locati, imprenditore, artista e ingegnere italiano (n. 1939)
- 26 agosto - Aldo Mirate, politico italiano (n. 1943)
- 27 agosto - Piergiorgio Branzi, giornalista e fotografo italiano (n. 1928)
- 27 agosto - Giorgio Costantini, bobbista italiano (n. 1962)
- 27 agosto - Robert LuPone, attore statunitense (n. 1946)
- 27 agosto - Vicenç Pagès i Jordà, scrittore e critico letterario spagnolo (n. 1963)
- 27 agosto - Milutin Šoškić, calciatore e allenatore di calcio jugoslavo (n. 1937)
- 27 agosto - Emilio Trivini, canottiere italiano (n. 1938)
- 28 agosto - Sammy Chung, calciatore e allenatore di calcio inglese (n. 1932)
- 28 agosto - Ralph Eggleston, regista e animatore statunitense (n. 1965)
- 28 agosto - Giulio Giustiniani, giornalista e scrittore italiano (n. 1952)
- 28 agosto - Bernd Michael Rode, chimico austriaco (n. 1946)
- 28 agosto - Gastone Simoni, vescovo cattolico italiano (n. 1937)
- 28 agosto - Peter Zurbriggen, arcivescovo cattolico svizzero (n. 1943)
- 29 agosto - Paul Marie Cao Đình Thuyên, vescovo cattolico vietnamita (n. 1927)
- 29 agosto - Kurt Christensen, calciatore danese (n. 1937)
- 29 agosto - John Hansen, canottiere danese (n. 1938)
- 29 agosto - Charlbi Dean, modella e attrice sudafricana (n. 1990)
- 29 agosto - Pat McGeer, cestista, fisico e neuroscienziato canadese (n. 1927)
- 29 agosto - Yoo Joo-eun, attrice sudcoreana (n. 1995)
- 30 agosto - Gheorghe Berceanu, lottatore rumeno (n. 1949)
- 30 agosto - Michail Gorbačëv, politico sovietico (n. 1931)
- 30 agosto - Don Lind, astronauta statunitense (n. 1930)
- 30 agosto - Gennaro Picinni, pittore italiano (n. 1933)
- 30 agosto - George Woods, pesista statunitense (n. 1943)
- 31 agosto - Alexander Horváth, calciatore e allenatore di calcio cecoslovacco (n. 1938)
- 31 agosto - Francesco Manganelli, politico e scrittore italiano (n. 1940)
- 31 agosto - Mark Shreeve, compositore britannico (n. 1957)